# Абызов, Михаил Анатольевич
Михаи́л Анато́льевич Абы́зов (род. 3 июня 1972 года, Минск, Белорусская ССР, СССР) — российский государственный и общественный деятель, предприниматель, управленец.
Министр Российской Федерации по координации деятельности «Открытого правительства» (21 мая 2012 — 18 мая 2018). До января 2012 года был председателем совета директоров бизнес-группы RU-COM, а также входящей в её состав крупнейшей инжиниринговой компании России ОАО «Группа Е4», но после назначения на пост советника Президента России оставил эти посты.
В марте 2019 года арестован судом в России по обвинению в хищении и выводе за рубеж 4 млрд рублей.
В феврале 2022 года Гагаринский суд Москвы удовлетворил просьбу приставов о взыскании доли Михаила Абызова в уставном капитале RU-COM, компании также запретили распродавать имущество.
21 декабря 2023 года Преображенский суд Москвы признал Михаила Абызова виновным в организации преступного сообщества, мошенничестве, коммерческом подкупе, незаконном предпринимательстве и отмывании преступно нажитых денег и имущества и приговорил к 12 годам лишения свободы с отбыванием наказания в исправительной колонии строгого режима и штрафу в размере 80 млн рублей.

## Биография
Родился 3 июня 1972 года в Минске в простой семье.
Трудовую деятельность Михаил Абызов начал в 14 лет: работал разнорабочим типографии в Минске, затем — грузчиком пивоваренного завода «Беларусь» (ныне ООО «Аливария»). Подростком в составе студенческого строительного отряда Белорусского медицинского института выезжал в Тюмень, где, по его словам, заработал первые серьёзные деньги.

Министр Абызов в 2017 году

В конце 1980-х годов поступил в специализированную математическую школу-интернат при МГУ. Вместе с ним учились Андрей Мельниченко, Евгений Ищенко, а несколько ранее — и Михаил Кузнецов — основатели МДМ-банка, ставшие миллиардерами либо мультимиллионерами. По окончании математической спецшколы поступил на механико-математический факультет МГУ, но так и не закончил его.
В официальных биографиях указывались: образование — высшее, специальность — математика.
Диплом о высшем образовании Абызов получил в 2000 г. в Московском государственном открытом педагогическом университете имени Шолохова (ныне объединён с Московским педагогическим государственным университетом).

## Бизнес и трудовая деятельность

### Начало карьеры. Новосибирскэнерго.
В 1990 году Абызов создал свою первую компанию — «Интершопс», которая торговала турецким ширпотребом, а потом — оргтехникой. В 1992 г. вместе с однокурсником болгарином Миленом Мициком создал СП «ММБ-групп», которая торговала болгарской продукцией. Тогда же компания начала работать с Минобороны и МВД, благодаря тому, что в тире Абызов познакомился с высокопоставленным сотрудником одного из силовых ведомств. «ММБ-групп» поставляла запасные части производства «АвтоВАЗа» для ГУВД г. Москвы. МВД помогало компании Абызова решать проблемы с отгрузкой — после того, как очередную партию задержали на заводе контролировавшие его группировки, решать проблему в Тольятти прилетел сводный отряд ОМОН.
Большинство сделок в 1990-е годы оплачивались товарами или долгами по бартерным схемам из-за дефицита наличных денег в России. В результате одной из таких сделок компания Абызова оказалась владельцем долга Новосибирского завода химконцентратов. Благодаря этой сделке в 1993 г. Абызов познакомился с депутатом Госдумы от Новосибирской области Иваном Стариковым. Тот назначил Абызова своим помощником.
Стариков познакомил Абызова с тогдашним губернатором Новосибирской области Виталием Мухой. Новое знакомство позволило компании Абызова — Объединённой российской топливно-энергетической компании (ОРТЭК) — стать крупнейшим поставщиком топлива в Новосибирскую область. В 1995 г. Новосибирская область столкнулась с дефицитом топлива для посевной. Абызов предложил поставить его с Мозырского НПЗ (Беларусь) под залог 19,5 % акций «Новосибирскэнерго». В 1997 г. Новосибирская область не смогла расплатиться за поставленное топливо, и акции «Новосибирскэнерго» отошли Абызову.
В 1998 году Абызов был назначен заместителем председателя совета директоров «Новосибирскэнерго». Председателем совета директоров был совладелец новосибирской инвестиционной компании «Алемар» Дмитрий Журба, а вторым заместителем председателя — основатель «Алемара» Леонид Меламед. В 1995 г. «Алемар», обслуживавший счета новосибирских предприятий, предложил администрации Новосибирской области привлечь инвесторов в «Новосибирскэнерго». Под гарантии векселя «Алемар» Новосибирская область передала компании 35 % новых акций «Новосибирскэнерго». Но «Алемар» разместил только 13 % акций, 22 % остались у него на балансе.
Став совладельцем «Новосибирскэнерго», Абызов «объединился» с «Алемаром», чтобы контролировать энергокомпанию. К 1999 году Абызов увеличил долю в «Новосибирскэнерго» до 24,59 %, покупая акции миноритариев (акции скупала принадлежащая Абызову фирма «Тантьема»). Абызову помогали Меламед и Журба.
В 2000 году Генпрокуратура РФ обвинила экс-губернатора Новосибирской области Виталия Муху в превышении должностных полномочий по ст. 286 УК РФ, а бывшего руководителя комитета по управлению госимуществом Новосибирской области Леонида Никонова — в злоупотреблении должностными полномочиями (ст. 285 УК РФ), посчитав, что отчуждение акций «Нововсибирскэнерго» проходило с нарушениями. Пакет «Новосибирскэнерго», рыночная стоимость которого достигала $40 млн, для сделки был оценен в $570 тыс. «В результате указанных сделок государство лишилось права участвовать в управлении предприятием стратегической отрасли — энергетики», — говорилось в заявлении, подписанном заместителем генпрокурора РФ Валентином Симученковым. В 2001 году уголовное дело было закрыто за истечением срока давности. В 2002 году пакет акций «Новосибирскэнерго», находивщийся на балансе «Алемар», был продан «дочке» «Новосибирскэнерго» — ЗАО «Сибирьэнергоинвест». Таким образом, Абызов стал единственным контролирующим акционером «Новосибирскэнерго».
В 2011 году «Новосибирскэнерго» было переименовало в ОАО «Сибэко». В 2018 году Абызов за 32 млрд руб. продал принадлежавшие ему акции «Сибэко» Сибирской генерирующей компании Андрея Мельниченко, с которым вместе учился в физико-математическом интернате № 18 при МГУ. В переговорах о продаже акций Абызов участвовал лично, несмотря на запрет заниматься предпринимательской деятельностью, который должен был соблюдать в связи с занимаемой им должностью Министра по делам Открытого правительства РФ.

### РАО ЕЭС
- В 1998 году Абызов был назначен членом правления и начальником департамента инвестиционной политики и бизнес-проектов РАО «ЕЭС России».
- С 1999 года Абызов — заместитель председателя правления РАО «ЕЭС России», сменил на этом посту Валентина Завадникова. С председателем правления РАО ЕЭС с Чубайсом Абызова познакомил Стариков[20]. На посту заместителя председателя правления Абызов отвечал за изменение структуры платежей за электроэнергию с бартерных схем на денежные расчеты, а кроме того — за топливное обеспечение энергетических компаний, входивших в РАО ЕЭС. Абызов лично вел переговоры с поставщиками, созданные под его руководством топливные компании проверяли объёмы закупок. Он создал систему корпоративного управления закупками угля в РАО ЕЭС[30].
- В 2004 г. Абызов стал управляющим директором Бизнес-единицы № 1, которая курировала создание трёх тепловых оптовых генерирующих компаний, 10 территориальных генерирующих компаний, изолированные энергосистемы Дальнего Востока и гарантирующих поставщиков. Категорически против назначения Абызова в правление РАО ЕЭС был тогдашний министр экономического развития РФ Герман Греф[31]. Член совета директоров РАО ЕЭС, бывший заместитель министра энергетики Виктор Кудрявый считал, что Абызов преследует свои коммерческие интересы[32].
- В 2005 г. Абызов подал в отставку.
- В 2006 г. РАО создало инвестиционную комиссию, которую возглавил Абызов[33]. Комиссия под его руководством собралась один раз, в декабре 2006 г.
- В феврале 2007 г. Греф добился переизбрания состава комиссии и её возглавил технический директор «Межрегионэнерго» Андрей Задернюк[34]. Выступая на заседании совета директоров РАО ЕЭС Греф говорил о возможности уголовного преследования Абызова, подчеркивал, что председатель инвестиционной комиссии РАО ЕЭС, которая занимается утверждением инвестпрограмм дочерних структур холдинга, не может иметь собственного интереса в энергетике. Абызов же в то время владел инжиниринговой компанией Е4, которая занималась строительством энергообъектов[35].
- Во время работы в РАО ЕЭС, несмотря на конфликт интересов, Абызов вместе с Меламедом приобретали акции энергокомпаний — через брокерский счёт в «Тройке диалог» были приобретены акции «Самараэнерго», «Саратовэнерго» и «Ульяновскэнерго»[12][36]. Абызов также участвовал в торговле бумагами «Газпрома» на сером рынке: приобретал акции на российской площадке, а продавал в виде ADR на зарубежной. Рынок акций «Газпрома» был либерализован только в 2005 г.[12][37].

### «Кузбассразрезуголь» и оружейный бизнес
- В 2005 г. Абызов был назначен генеральным директором ОАО УК «Кузбассразрезуголь», которое принадлежит Искандеру Махмудову[38] и председателю совета директоров Андрею Бокареву. Оба также до ноября 2017 г. владели 24,5 % концерна «Калашников», крупнейшего производителя стрелкового оружия в России[39].
- «Кузбассразрезуголь» был одним из крупнейших поставщиков угля для «Новосибирскэнерго». Абызов говорил, что планирует объединить «Кузбассразрезуголь» и «Новосибирскэнерго»[40]. Председатель совета директоров УК «Кузбассразрезуголь» Бокарев рассказывал прессе, что «Кузбассразрезуголь» может выкупить у Абызова контроль над «Новосибирскэнерго»[40]. В 2006 г. «Кузбассразрезуголь» приобрел 51 % британской угольной компании Powerfuel[порт.]. Абызов стал председателем её совета директоров. В 2007 г. альянс Абызова и Бокарева с Махмудовым распался, и Абызов покинул пост генерального директора «Кузбассразрезугля», сохранив за собой долю в Powerfuel, которая обанкротилась вскоре после того, как получила 180 млн евро субсидий от ЕС для реализации проекта по сокращению выбросов CO2[41][42].
- В 2003 г., будучи членом правления РАО ЕЭС, Абызов курировал поддержку дзюдо и греко-римской борьбы. Так Абызов познакомился с Аркадием и Борисом Ротенбергами. С тех пор Абызов имел с Ротенбергами "регулярные партнерские отношения[36].
- В 2006 г. Бокарев представил Абызова Константину Николаеву, который предложил ему стать партнером в одном из его проектов — строительной компании «Мостотрест»[36]. В то время Аркадий Ротенберг был одним из совладельцев этой компании, косвенно ему принадлежало 9,3 % «Мостотреста». В 2010 г. накануне IPO «Мостотретса» на Московской бирже Абызов объявил, что продал Аркадию Ротенбергу принадлежавшие ему 50 % акций Marc O’Polo Investments, которая владеет 50,3 % «Мостотреста».
- В 2010 г. Николаев пригласил Абызова поучаствовать в его новом проекте — создании предприятия «Промтехнологии» по производству винтовок Т-5000, которые продаются под брендом ORSIS . В 2012 г., будучи министром по делам Открытого правительства, Абызов возглавил правительственную комиссию по частно-государственному партнёрству в сфере военно-промышленного комплекса[43]. МВД, ФСБ, ФСО и Росгвардия приняли на вооружение винтовки Т-5000[44].

### «КЭС-холдинг»
- В 2006 г. Абызов начал обсуждать с основателем группы компаний «Ренова» Виктором Вексельбергом возможность получить долю в энергетической компании «КЭС-холдинг», которую в то время создавала «Ренова»[45]. Свое участие в компании Абызов предпочел не оформлять формально, так как при уходе из РАО ЕЭС, по его собственному признанию, взял на себя обязательство не участвовать в капитале энергокомпаний[12]. Чтобы скрыть свое намерение участвовать в «КЭС-холдинге», свои взносы в уставный капитал Абызов оформлял в виде займов. Подконтрольные Абызову компании в период с 2006 по 2008 гг. перевели в пользу Integrated Energy Systems и Renova Industries около $380 млн. Сам Абызов рассказывал, что за продление возможности стать акционером «КЭС-холдинга» он заплатил $50 млн[12]. Абызов и «Ренова» не раскрывали, что могут стать партнёрами[45]. Только в 2009 г. Абызов подтвердил, что получил возможность участвовать в капитале «КЭС-холдинга» в любое время, какое сочтет нужным[12][46] .
- В 2011 г., как часть подготовки к сделке по продаже «КЭС-холдинга» «Газпром энергохолдингу», «Ренова» и Абызов начали оформлять участие Абызова в капитале компании[47]. Одним из условий продажи «КЭС-холдинга» «Газпром энергохолдингу» было предоставление Абызову пут-опциона на его пакет по цене $451 млн с исполнением до 1 июля 2013 года. Сделка с «Газпром энергохолдингом» не состоялась. А Абызов в 2012 году был назначен министром по делам Открытого правительства, в связи с чем вновь предпочёл не предавать огласке своё участие в энергокомпании и не вступать во владение долей в компании[48]. Тем не менее в 2013 году Абызов потребовал, чтобы Вексельберг заплатил ему $451 млн за долю в компании, настаивая, что это право ему даёт пут-опцион[47][49][50][51]. «Ренова» обратилась в суд Британских Виргинских островов с требованием признать пут-опцион недействительным, так как сделка с «Газпром энергохолдингом» сорвалась, кроме того Абызов не выполнил условия подписанного в 2011 г. сторонами соглашения о совместном инвестировании, а именно — не вступил в права владения акциями «КЭС-холдинга». Через полгода Абызов, несмотря на статус федерального министра, подал к Вексельбергу личный иск с требованием возместить ущерб в размере $488 млн, нанесённый в связи с неисполнением устой договоренности от 2006 г. об участии в капитале «КЭС-холдинга». Вексельберг заключение устного личного соглашения отрицает, настаивая, что Абызову прежде необходимо исполнить условия соглашения 2011 г. и вступить во владение долей в компании[49]. В 2019 году Вексельберг подал личный иск к Абызову в Гагаринский районный суд г. Москвы — с требованием признать устное соглашение 2006 года незаключённым[52], так как спор между гражданами России в отношении российских активов должен рассматриваться российском судом. Суд отказал в рассмотрении этого иска на том основании, что разбирательство по этому вопросу уже идёт в суде Британских Виргинских островов[53].

### Е4
В 2006 году Абызов начал бизнес на активах РАО ЕЭС. Он основал инжиниринговую компанию Е4, которая должна была стать первым в России подрядчиком полного цикла. Идея проекта заключалась в том, чтобы приобрести строительно-ремонтные компании в регионах, где по плану РАО ЕЭС ожидалась большая стройка. Компании приобретались через "Региональную компанию «Резерв» на аукционах, которые проводило РАО ЕЭС. Связь с «Резервом» Е4 публично отрицала. На покупку строительно-ремонтных активов было потрачено около 10 млрд руб.. В 2006 году в состав Е4 вошли 12 строительно-ремонтных компаний, работавших в 25 регионах. А в 2007 году основным заказчиком Е4 стало РАО ЕЭС, портфель заказов достиг 79,2 млрд руб.. На пике, в 2013 году, портфель заказов Е4 достигал 160 млрд рублей, а доля рынка, по оценке самого Абызова, доходила до 50 %.
C июля 2007 года по 16 января 2012 года Aбызов занимал пост председателя совета директоров ОАО «Группа Е4».
Первым генеральным директором Е4 был Пётр Безукладников, который в РАО ЕЭС отвечал за Северо-Западный регион. В 2009 году Безукладникова сменил Данила Никитин из RU-COM, управляющей активами Абызова, в 2011 году — бывший топ-менеджер ФСК Владимир Калинин, а в 2012 году должность генерального директора Е4 была упразднена и введена должность президента, которую занял Андрей Малышев, который с в 2006—2007 годах был заместителем руководителя госкорпорации «Росатом», в 2007—2011 годах Малышев был заместителем председателя правления «Роснанотеха» (в 2011 году переименована в «Роснано»).
В 2012 году финансовое положение Е4 стало ухудшаться: денежных средств не хватало на обслуживание всех взятых обязательств по строительству. В 2013 году АО «Группа Е4» приобрела контрольные пакеты ОАО «Сибирский энергетический научно-технический центр», ОАО «Сибтехэнерго», ОАО «Е4-Центрэнергомонтаж», ЗАО «Е4-СибКОТЭС» и АО «Буреягэсстрой», через цепочку компаний, аффилированных со 100-ным акционером Е4 — кипрской Eforg Аsset Management Limited, бенефициаром которой являлась первая супруга Абызова Екатерина Сиротенко. Обязательства по покупке акций были возложены на владельца Е4 — компанию Eforg, чтобы улучшить структуру баланса и технически увеличить активы Е4, которая испытывала к тому моменту существенные трудности. Это позволило Е4 привлекать новые кредиты, но 58 % средств, взятых ею после 2013 г., возвращены не были.
В 2014 г. Альфа-банк и Сбербанк потребовали досрочного погашения кредитов. В 2015 г. в отношении Группы Е4 была введена процедура банкротства. Абызов пытался вести переговоры с кредиторами, предлагая отозвать иски в обмен на реструктуризацию, но безуспешно. Общая сумма долга Е4 — более 34 млрд руб.
В 2015 г. Альфа-банк подал заявление о возбуждении уголовного дела по подозрению в мошенничестве с кредитами. Председатель совет директоров Альфа-банка Петр Авен жаловался на Абызова президенту Владимиру Путину. После этого обращения для Путина было подготовлено досье об офшорных компаниях Абызова, была раскрыта структура владения Абызовым компанией «Сибэко» через кипрские компании и зарегистрированную на Британских Виргинских островах Emmerson International Corp.. Уголовное дело в отношении руководства Е4 было возбуждено ГУ МВД г. Москвы в 2017 г. В 2018 г. Альфа-банк потребовал привлечь Абызова, Сиротенко и Малышева к субсидиарной ответственности по кредитам Е4. В 2019 г. по иску Альфа-Банка введено внешнее управление в сингапурских компаниях Абызова, которым принадлежит Emmerson International Corp.. Суд Британских Виргинских островов также назначил в Emmerson внешнего управляющего для защиты активов компании на случай удовлетворения требований Альфа-банка к Абызову и подконтрольным ему компаниям.

### Bright Capital
В 2010 г. Абызов основал венчурный фонд Bright Capital. В фонд Абызов вложил $300 млн. Основные инвестиции были совершены фондом в США и Европе. Управляющими партнёрами фонда были Борис Рябов и Михаил Чучкевич. Одной из первых инвестиций Bright Capital было вложение $15 млн в компанию Alion Energy, которая занимается разработками в области робототехники. Тогда же в совет директоров Alion Energy входил Абызов как представитель Batios Holdings Limited.
В июне 2018 г. Чучкевич был арестован по обвинению в хищении 1,3 млрд руб. у государственной Российской венчурной компании (РВК). Следствие выяснило, что в 2012 г. Чучкевич вступил в сговор с Яном Рязанцевым, который в то время являлся директором департамента инвестиций и членом правления РВК. Совместно они перевели со счета лондонской «дочки» РВК на счёт Alion Energy $22,7 млн, которые обналичили и присвоили. Таким образом РВК был нанесён ущерб в размере около 1,3 млрд руб..
После ареста Чучкевича Bright Capital управляет Рябов. Фонд продолжает активно инвестировать в стартапы в США, несмотря на арест Абызова. В октябре 2018 г. фонд на поздней стадии поучаствовал в финансировании проекта Genomatica, который работает над созданием экологически чистых материалов из возобновляемого сырья. В январе 2021 г. Bright Capital проинвестировал в стартап Transphorm, работающий над созданием транзисторов из нитрида галлия для высоковольтных преобразователей энергии.

### Министр по делам Открытого правительства
В 2011 году президент Дмитрий Медведев назначил Абызова координатором общественного комитета своих сторонников, которому предстояло выработать программу для нового правительства. В январе 2012 г. Абызов стал советником президента по координации работы Открытого правительства, а в мае 2012 года — министром по делам Открытого правительства.
За время работы на посту министра — с 2012 по 2016 годах годовой доход Абызова вырос в 8,6 раз с 60,7 млн руб. до 520,9 млн руб.. Доходы министра в 2017 году резко сократились, до 181,2 млн руб. в год, но Абызов оставался все эти годы в числе самых богатых чиновников российского правительства, а в 2015 г. был самым состоятельным.
Идея «открытого правительства» состояла в упрощении взаимодействия граждан с ведомствами. Госорганы стали обязаны публиковать информацию о своей деятельности в интернете, появились порталы госуслуг, госзакупок, проектов нормативно-правовых актов, электронного бюджета.
Как министр, Абызов возглавлял комиссию по частно-государственному партнёрству в военно-промышленном комплексе, при этом оставаясь совладельцем производителя винтовок — завода «Промтехнологии» и продолжая получать от него доход.
Кроме того, экспертная рабочая группа при Открытом правительстве под руководством Абызова рассматривала петиции граждан, собравшие более 100 000 подписей. Среди поддержанных Открытым правительством инициатив — предложение расширить право граждан на самооборону в собственном доме, выдвинутое движением Марии Бутиной «Право на оружие».
В 2017 году оппозиционер Алексей Навальный опубликовал видео о том, что Абызов владеет виллой Il Tesoro в Тоскане, в провинции Гроссето. Вилла с прилегающими виноградниками и оливковой рощей занимает площадь 346 га. Виллой Абызов владеет через компанию Villa Il Tesoro Societa Agricola S.R.L., которая принадлежит кипрской Anduril Enterprises Limited. Её учредитель — Emmerson International Corp. В ноябре 2020 г. суд комунны Масса Маритима арестовал счета Villa Il Tesoro Societa Agricola S.R.L. по запросу финансовой полиции, которая выяснила, что с 2011 г. вилла не занималась агротуризмом, продолжая пользоваться предусмотренными для этого вида бизнеса налоговыми льготами.
В мае 2018 года Абызов покинул пост министра в связи с упразднением должности.
В 2019 году издание Baza выяснило, что в октябре 2012 года, будучи министром, Абызов подарил своему сыну Даниэлю на совершеннолетие виллу на итальянском курорте Кстельоне-делла-Пескья.
В 2019 г. расследование журналистов OCCRP и «Новой газеты» вскрыло офшорную сеть Абызова. На счета его 70 компаний, открытых в эстонском Swedbank Eesti поступило $860 млн, а $770 млн было выведено в офшорные юрисдикции: на Кипр, Британские Виргинские острова и в Сингапур.

### Другая активность
С июня 2003 года Абызов является председателем совета директоров ОАО «Российские коммунальные системы».
С 2006 года по 16 января 2012 года Абызов занимал должность председателя совета директоров бизнес-группы RU-COM.
С августа 2007 года по январь 2011 года Абызов также был председателем совета директоров ОАО «Мостотрест».
Указом президента Российской Федерации от 18 января 2012 года № 81 был назначен советником президента Российской Федерации.
Был координатором общественного комитета сторонников президента РФ Дмитрия Медведева. С 2010 года входит в состав правления РСПП.
Возглавлял экспертную рабочую группу по рассмотрению общественных инициатив. По состоянию на начало 2016 года, ни одна из инициатив, набравших более 100 тысяч голосов, не была одобрена экспертной группой.
Приобрёл виллу в коммуне Масса-Мариттима в Тоскане в Италии.
В конце 2018 года покинул Россию, проживал в Италии на своей вилле в Тоскане и в США.

## Уголовное дело
После избрания Владимира Путина президентом на очередной срок в 2018 году было сформировано новое правительство, в состав которого Абызов не вошёл. После этого по предположению некоторых СМИ он покинул Российскую Федерацию и жил на своей вилле в Тоскане.
26 марта 2019 года Следственный комитет Российской Федерации сообщил о возбуждении в отношении Абызова уголовного дела. Его подозревали в совершении преступлений, предусмотренных ч. 3 ст. 210 УК РФ, ч. 4 ст. 159 УК РФ (создание преступного сообщества с использованием служебного положения; мошенничество в особо крупном размере) в период с апреля 2011 года по ноябрь 2014 года. Ему вменялись хищение и вывод за рубеж 4 млрд рублей. В тот же день Абызов был задержан сотрудниками ФСБ в своём подмосковном доме, где проживал со своей семьей. Одновременно с этим, некоторые СМИ распространили сведения что Абызова «выманили» в Россию на день рождения одного из бывших коллег. Но адвокаты задержанного такую версию отрицают и сообщают что Абызов проживал в России на момент задержания.
Председатель Правительства Д. А. Медведев узнал о деле против Абызова после его задержания. Позже премьер пояснил, что коммерческая деятельность Абызова ему абсолютно неизвестна, однако он в курсе конфликта между Абызовым и его кредиторами, что и получило «уголовно-правовое развитие».
Эксперты обратили внимание, что инкриминируемые Абызову события произошли в 2011—2014 годах, когда он уже работал министром «Открытого правительства», но получал сверхдоходы, поскольку совмещал государственную и бизнес-деятельность. Спикер Совета Федерации РФ В. И. Матвиенко обратила внимание на контроль министра Абызова над офшорами, что, помимо основного хищения, само по себе нарушает законодательство.
Пресс-секретарь президента РФ Путина Дмитрий Песков сообщил, что президент Путин заранее знал о разработке Абызова, но Кремль не вправе давать комментарии об отношении к задержанию, чтобы это не воспринималось как давление на следствие.
27 марта 2019 года Абызов был арестован судом до 25 мая 2019 года. Интересы Абызова в суде представляют 8 адвокатов. 21 мая 2021 года Мосгорсуд признал законным взыскание с Абызова и связанных с ним компаний 32.5 млрд рублей. 23 мая 2019 года Басманный суд продлил арест Абызову до 25 июля 2019 года. Также суд отметил, что следствие представило убедительные доказательства причастности Абызова к инкриминируемым ему преступлениям. Впоследствии суд неоднократно продлевал сроки содержания Абызова под стражей. Срок содержания под стражей для Абызова был продлен до 25 марта 2021 г., а затем до 25 сентября 2021 г..
13 августа 2020 года Следственный комитет РФ завершил расследование и предъявил Абызову и его соучастникам окончательное обвинение по ст. 210 УК (создание преступного сообщества с использованием служебного положения), ч. 4 ст. 159 УК (мошенничество в особо крупном размере), п. «а, б» ч. 4 ст. 174.1 УК (легализация денежных средств, полученных в результате совершения преступления), ст. 204 УК (коммерческий подкуп) и ст. 289 УК (незаконное участие в предпринимательской деятельности). По сообщению СКР, установлена причастность Михаила Абызова и его соучастников к легализации денежных средств, полученных в результате совершения преступления, а также к коммерческому подкупу. Также были установлены его соучастники, в частности, бывшие топ-менеджеры АО «Сибирская энергетическая компания» («Сибэко») Руслан Власов, Яна Балан и Оксана Роженкова, а также директор ООО «Ру-Ком» Олег Серебренников.
По версии следствия, в период с апреля 2011 года по ноябрь 2014 года Абызов, являясь бенефициарным владельцем офшоров, совместно с Николаем Степановым и Максимом Русаковым создал и возглавил преступное сообщество. В 2014 году Абызов похитил денежные средства ОАО «Сибэко» и ОАО «РЭС» на общую сумму 4 млрд рублей, что повлекло в том числе необоснованную тарифную нагрузку на потребителей энергии, а похищенные средства были выведены из России и помещены на счёт кипрских банков. Также Абызов, желая продать пакет акций АО «Сибэко», фактическое владение которым скрывал в нарушение антикоррупционного законодательства Российской Федерации, передал в качестве коммерческого подкупа 78 млн рублей бывшим топ-менеджерам «Сибэко».
Всего соучастниками Абызова стали 15 лиц. Четверо из фигурантов — Владимир Ниязов, Сергей Столяров, Андрей Титоренко и Константин Тян находятся в международном розыске.
Следствием приняты обеспечительные меры, в том числе арестованы акции РЭС, которыми Абызов продолжает владеть через офшорные компании.
13 августа 2020 года Следственный комитет РФ завершил расследование и предъявил Абызову и его соучастникам окончательное обвинение в создании преступного сообщества с целью осуществления мошеннических действий, легализации денежных средств, полученных в результате совершения преступления, в коммерческом подкупе и незаконном участии в предпринимательской деятельности.
В августе 2020 года Генеральная прокуратура России выпустила пресс-релиз. Главное управление по надзору за расследованием особо важных дел Генеральной прокуратуры Российской Федерации установило, что Абызов скрыл сведения о своём имущественном положении, включая владение оффшорными компаниями, а в период осуществления государственной службы, занимая должность министра Правительства Российской Федерации, продолжал заниматься предпринимательской деятельностью, используя служебное положение. Генеральной прокуратурой России в связи с этим на основании п. 8 ч. 2 ст. 235 ГК РФ (обращение по решению суда в доход Российской Федерации имущества, в отношении которого не представлены в соответствии с законодательством Российской Федерации о противодействии коррупции доказательства его приобретения на законные доходы) был подан иск о взыскании с Абызова и подконтрольных ему иностранных компаний в доход Российской Федерации денежных средств в сумме 32,5 млрд руб.
20 октября 2020 года Гагаринский районный суд города Москвы полностью удовлетворил исковые требования Генеральной прокураторы РФ и взыскал с Абызова и подконтрольных ему компаний (Alinor Investments Limited, Besta Holdings Limited, Kullen Holdings Limited, Lisento Investments Ltd., Vantroso Traiding Ltd.), 32 млрд 540 млн 718 тыс. 646 рублей 44 копейки, что стало рекордом в системе российского судопроизводства. При рассмотрении дела судом были установлены факты продолжения Абызовым предпринимательской деятельности во время нахождения на посту министра Правительства Российской Федерации, а также использования при этом своего служебного положения. Суд указал, что Абызов тем самым нарушил ст. 11 Федерального конституционного закона «О Правительстве РФ» и ч. 3 ст. 12.1 Федерального закона «О противодействии коррупции». 21 мая 2021 года Мосгорсуд подтвердил решение Гагаринского суда, оно вступило в законную силу.
В марте 2021 года Генпрокуратура обратились к правоохранительным органам Италии с запросом о помощи в аресте вилл, принадлежащих Абызову и его сыну Даниэлю.
В августе 2022 года суд снял арест с принадлежащих Абызову акций, которыми он надеялся погасить предъявленную генпрокуратурой сумму ущерба в 32,5 млрд руб. Активы по рыночной цене оценивались почти в 40 млрд, а государство зачло их по номинальной стоимости в 10 млрд. Таким образом, Абызов остался должен ещё более 20 млрд рублей, для выплаты которых ему, вероятно, придётся расстаться и с другим имуществом. В декабре 2023 года адвокат экс-министра сообщил, что его долг перед бюджетом уменьшился до 11,120 миллиарда рублей, то есть погашено уже более 20 миллиардов.
21 декабря 2023 года Преображенский суд Москвы на выездном заседании в Мосгорсуде огласил приговор Михаилу Абызову. Его признали виновным в организации преступного сообщества, мошенничестве, коммерческом подкупе, незаконном предпринимательстве и отмывании преступно нажитых денег и имущества и назначили ему наказание в виде 12 лет лишения свободы с отбыванием наказания в исправительной колонии строгого режима и штрафом в размере 80 млн рублей. При этом гособвинение во время прений сторон просило для Абызова 19 лет и 6 месяцев колонии. Для остальных фигурантов дела наказание — от семи до 18,5 лет лишения свободы.

## Награды и премии
- Премия Правительства Российской Федерации в области науки и техники за 2003 год (16 февраля 2004) — за разработку и внедрение научных основ управления федеральным оптовым рынком электроэнергии (мощности)[118]

## Семейное положение
Михаил Абызов женат вторым браком, имеет четверых детей.
Первая жена — Екатерина Сиротенко. Её родители, Владимир и Ирина Сиротенко, с 1991 года живут в США, в 2008 году получили гражданство. В 2016 году после публикации деклараций министра стало известно о разводе Абызова и Сиротенко. Дети от первого брака родились в США и имеют гражданство этой страны. Сын Даниэль живёт в США, сын Никита и дочь Зоя живут в Великобритании.
С 2016 года Абызов поддерживает отношения с Валентиной Григорьевой, они познакомились через социальную сеть Instagram и жили вместе в его подмосковном особняке. В сентябре 2018 года у них родился сын Матвей. Валентина работала бортпроводницей в бизнес-классе Аэрофлота, родилась в Оленегорске в 1990 году в семье военного, окончила Мурманский государственный технический университет по специализации маркетинг, она родная сестра модели американской компании Victoria's Secret Екатерины Григорьевой. Она заняла 3-е место в 4-м сезоне реалити-шоу «Топ-модель по-русски» на телеканале Ю. Младший сын живёт вместе с матерью на итальянской вилле отца.
В апреле 2020 года Абызов женился на Валентине Григорьевой в СИЗО.

## Имущество
Семья Абызова имеет в пользовании ряд объектов зарубежной недвижимости: квартиру (341 м²) и гараж (42 м²) в Лондоне (Великобритания), помещение в загородном доме (180 м²) в Италии в городе Масса-Мариттима, владение Иль Тезоро. На сына Даниэля оформлена вилла в провинции Гроссето, Тоскана, Италия, стоимостью 2,2 млн евро.
Согласно декларации за 2016 год, Абызов владеет четырьмя квартирами в России и арендует в Италии «иное недвижимое имущество в загородном доме». В его собственности — автомобили Mercedes Benz S500 4MATIC MAYBACH и Mercedes Benz AMG G63, мотоциклы Harley-Davidson FLSTN, Ducati Diavel, Yamaha YZF-R1, Ducati 1199 Panigaler, а также вертолёт Robinson 44 Clipper II, снегоход Yamaha SXV 70VT и два прицепа. В безвозмездном пользовании у сына и дочери Абызова находятся земельные участки, жилые дома и «иное недвижимое имущество» в России, Италии и Великобритании.
Абызов владеет офшорной компанией «Cushendal Ventures Limited» (Британские Виргинские Острова), через которую проходят значительные денежные суммы. До 2014 года в его собственности находилась «Emmerson International Corp.», позже переданная в трастовое управление офшору «Abacus Ltd.» (Кипр). В этот траст Абызов также передал облигации американского (250 млн долларов) и германского (50 млн евро) правительств, более 50 млн долларов и 35 млн евро на счетах в Нью-Йоркском отделении банка «JP Morgan». Согласно трастовому соглашению с «Аbacus Ltd.», Абызову как бенефициару ежеквартально должны передаваться доходы и дивиденды по управлению активами. По отчёту офшора, направленному Абызову, его доход от управления данными активами за 2013 год составил более 13 млн долларов США и 5 млн евро. Схожая сумма была получена им и в 2014 году. Эти средства не были отражены им в декларации за соответствующие периоды и, предположительно, были направлены в подконтрольные ему офшорные структуры.